# South Melbourne FC
South Melbourne FC är en fotbollsklubb från Melbourne i Australien. Klubben spelar i Victorian Premier League som är den högsta serien i den australiensiska delstaten Victoria. Klubben spelade tidigare i den numera nerlagda proffsligan National Soccer League (NSL).
South Melbourne spelade alla säsongerna av NSL mellan 1977 och 2004 vilket endast de och Marconi Stallions FC gjorde. De vann också NSL och blev australiensiska mästare fyra gånger. Endast Marconi Stallions FC och Sydney City SC var lika framgångsrika.
Numera spelar de i toppen av delstatsserien Victorian Premier League, men de ansökte 2008 om att få gå med i den nya proffsligan A-League, men de förlorade i förmån till Melbourne Heart FC.